# Everything Sucks (Descendents)
Everything Sucks is het vijfde studioalbum van de Amerikaanse punkband Descendents. Het album werd uitgegeven op 24 september 1996 via het platenlabell Epitaph Records en is het eerste en enige studioalbum dat de band via dit label heeft laten uitgeven. Het is voor het eerst sinds de uitgave van het studioalbum All (1987) dat de band met nieuw materiaal kwam. Zanger Milo Aukerman verliet de band na All om een carrière in de biochemie na te streven en kwam weer terug bij de band om Everything Sucks op te nemen.

## Nummers
1. "Everything Sux" - 1:26
2. "I'm the One" - 2:15
3. "Coffee Mug" - 0:34
4. "Rotting Out" - 1:56
5. "Sick-O-Me" - 1:45
6. "Caught" - 1:47
7. "When I Get Old" - 2:27
8. "Doghouse" - 1:46
9. "She Loves Me" - 2:33
10. "Hateful Notebook" - 2:22
11. "We" - 2:33
12. "Eunuch Boy" - 0:19
13. "This Place" - 1:16
14. "I Won't Let Me" - 3:06
15. "Thank You"  - 4:30
  - "Grand Theme" (hidden track)

## Muzikanten
| Band - Karl Alvarez - basgitaar - Milo Aukerman - zang - Stephen Egerton - gitaar - Bill Stevenson - drums | Aanvullende muzikanten - Tony Lombardo - basgitaar (track 8) - Frank Navetta - gitaar (track 8 en 12) - Chad Price - achtergrondzang |